# Ashley Williams
Ashley Errol Williams (Wolverhampton, Engleska, 23. kolovoza 1984.) bovši je velški nogometaš koji je igrao na poziciji središnjeg braniča. Bio je kapetan velške nogometne reprezentacije. 

## Klupska karijera
Profesionalnu karijeru je započeo u rodnoj zemlji u Stockport Countyju. Kasnije je postao kapetan Countyja, gdje je i započeo svoju reprezentativnu karijeru. U 2008. godini je otišao na posudbu u velški Swansea City do kraja 2007./08. sezone. Sa Swansea Cityjem je osvojio League One i tako promovirao prvi put u 24 godine u Championship. Potom je definitivno potpisao sa Swansea Cityjem za 400.000 funti, što je bio klupski rekord tada. U rujnu 2008. godine je zabio svoj prvi pogodak za svoj novi klub u neriješenoj utakmici protiv Derby Countyja. U svojoj prvoj sezoni u Championshipu je osvojio nagradu za najboljeg velškog nogometaša godine te za najboljeg klupskog igrača. Bio je također dio obrane Swansea Cityja koja ukupno primila 37 golova. U rujnu 2011. godine je zabio svoj prvi gol u Premier ligi protiv 4:1 porazu protiv Chelseaja. Williams je produžio svoj ugovor sa Swansima s tri godine u listopadu 2012. godine. U drugoj sezoni velškog kluba u Premier ligi su zauzeli deveto mjesto na ljestvici te osvojili Ligu kupa u 0:5 pobjedi protiv Bradford Cityja u 2013. godini. Nakon što je kapetan Garry Monk završio svoju nogometnu karijeru, Williams je preuzeo kapetansku vrpcu u srpnju 2013. godine. Godinu dana kasnije je ponovno produžio ugovor na pet godina. U kolovozu 2016. godine je Williams potpisao trogodišnji ugovor s Evertonom.

## Reprezentativna karijera
Za velšku reprezentaciju je odigrao preko 70 utakmica. Williams je debitirao za Wales 26. ožujka 2008. godine protiv Luksemburga, dva dana prije svog transfera u Swansea City. 1. travnja 2009. je Williams zabio autogol protiv Njemačke u Cardiffu. U studenom te iste godine je odigrao svoju prvu utakmicu kao kapetan velške momčadi u 3:0 pobjedi protiv Škotske. Dvije godine nakon svog debija protiv Luksemburga je Williams protiv te iste reprezentacije zabio svoj prvi pogodak za domovinu u 78. minuti. Velški nogometni izbornik objavio je u svibnju 2016. popis za nastup na Europskom prvenstvu u Francuskoj, na kojem je se nalazio Williams. Na Europskom prvenstvu je Williams bio član udarne postave velške reprezentacije. Williams je sa svojom ekipom uspio izboriti plasman u polufinalu, gdje su se oprostili od europskog natjecanja s porazom protiv Portugala.

### Pogodci za reprezentaciju
| #  | Datum              | Mjesto                                            | Protivnik  | Pogodak | Rezultat | Natjecanje            |
| -- | ------------------ | ------------------------------------------------- | ---------- | ------- | -------- | --------------------- |
| 1. | 11. kolovoza 2011. | Parc y Scarlets, Llanelli, Wales                  | Luksemburg | 4:1     | 5:1      | Prijateljska utakmica |
| 2. | 1. srpnja 2016.    | Stade Pierre-Mauroy, Villeneuve-d'Ascq, Francuska | Belgija    | 1:1     | 3:1      | EURO 2016.            |

## Vanjske poveznice
- Profil na Transfermarktu
- Profil na Soccerwayu